# Kaliningrad K-5
Kaliningrad K-5 (tên ký hiệu của NATO AA-1 Alkali), được biết đến với tên khác là RS-1U hoặc sản phẩm ShM (ШM), là một loại tên lửa không đối không sớm nhất của Liên Xô.

## Lịch sử
Việc phát triển của K-5 bắt đầu vào năm 1951. Những thử nghiệm đầu tiên là vào năm 1955. Nó được kiểm tra trên Yakovlev Yak-25. Loại vũ khí này bắt đầu phục vụ dưới tên gọi Grushin/Tomashevitch (tiếng Nga: Грушин/Томашевич) RS-2U (cũng như R-5MS hay K-5MS) vào năm 1957. Phiên bản RP-2U lúc đầu được thiết kế để tương thích với ra-đa (Izumrud-2) được sử dụng trên MiG-17PFU, MiG-19PM. Một phương án cải tiến, K-5M hay RS-2US  được trang bị trong quân chủng phòng không Xô Viết, bắt đầu sản xuất năm 1959, tương thích với ra-đa RP-9/RP-9U (Sapfir) của Sukhoi Su-9. Trung Quốc cũng phát triển một loại tên lửa sao chép dưới tên gọi là PL-1, được sử dụng trên máy bay chiến đấu J-6B.
Những khó khăn liên quan đến tín hiệu dẫn đường cho tên lửa, đặc biệt trong một máy bay chiến đấu một chỗ, thực chất, làm cho K-5 chủ yếu là một tên lửa chống máy bay ném bom tầm ngắn. Khoảng năm 1967, K-5 được thay thế bởi K-55 (R-55 trong trang bị), K-55 với hệ thống dẫn đường ra-đa bán chủ động hoặc bằng hệ thống tia hồng ngoại của K-13 (AA-2 'Atoll'). Loại tên lửa mới này có trọng lượng 7.8 kg (17.2 lb) nặng hơn K-5, nhưng trọng lượng đầu nổ nhỏ 9.1 kg (20.1 lb). K-55 phục vụ cho đến năm 1977, có lẽ sau khi máy bay đánh chặn Sukhoi Su-9 về hưu.

## Thông số kỹ thuật (RS-2US / K-5MS)

K-5

- Chiều dài: 2500 mm (8 ft 2 in)
- Sải cánh: 654 mm (2 ft 2 in)
- Đường kính: 200 mm (7⅞ in)
- Trọng lượng: 82.7 kg (183.3 lb)
- Vận tốc: 800 m/s (2.880 km/h, 1.790 mph)
- Phạm vi: 2–6 km (1¼-3¾ mi)
- Dẫn đường: tia laser hoặc radar
- Trọng lượng đầu nổ: 13.0 kg (28.7 lb)

## Những nước sử dụng
- Liên Xô: Không quân Xô Viết sử dụng với tên gọi K-5
- Trung Quốc: Không quân quân giải phóng sử dụng với tên gọi PL-1.
- Tiệp Khắc: K-5 được mang tên RS-2U và RS-2US.
- Việt Nam: Sử dụng hạn chế trong kháng chiến chống Mỹ